# Ursule (gmina Rekovac)
Ursule (cyr. Урсуле) – wieś w Serbii, w okręgu pomorawskim, w gminie Rekovac. W 2011 roku liczyła 293 mieszkańców.